# Colotis semiramis
Colotis semiramis är en fjärilsart som först beskrevs av Grum-grshimailo 1902.  Colotis semiramis ingår i släktet Colotis och familjen vitfjärilar.
Artens utbredningsområde är Iran. Inga underarter finns listade i Catalogue of Life.